# Rathurles
Rathurles (irisch Ráth Durlais) bei Nenagh im County Tipperary in Irland ist Standort eines eisenzeitlichen Ráth (irisch ráth oder lios; deutsch „Ringfort“) und einer mittelalterlichen Kirchenruine.
Das doppelt umwallte (englisch bivallate) Ringfort ist in ausgezeichnetem Zustand, aber etwas überwuchert. Es hat etwa 55,0 m Durchmesser und einen inneren und äußeren Wall, einen Graben und einen Überweg, der ins Innere führt. Der Nordostteil des auf einem Hügel gelegenen Ráth wurde etwas eingeebnet, ist aber noch erkennbar.
Kirchen oder Kirchenruinen, insbesondere in hochliegenden Ráths, sind in Irland keine Seltenheit. Die Kirchenruine von Rathurles im Inneren des Ringforts hat einen kleinen privaten Friedhof. Sie ist in schlechtem Zustand, es sind aber alle Mauern erhalten. Im 15. Jahrhundert eingezogene Balken, die die Decke stützten, sind noch sichtbar. In den Giebeln im Westen und Osten sind noch die Fensternischen erhalten.